# Kendrick Sampson

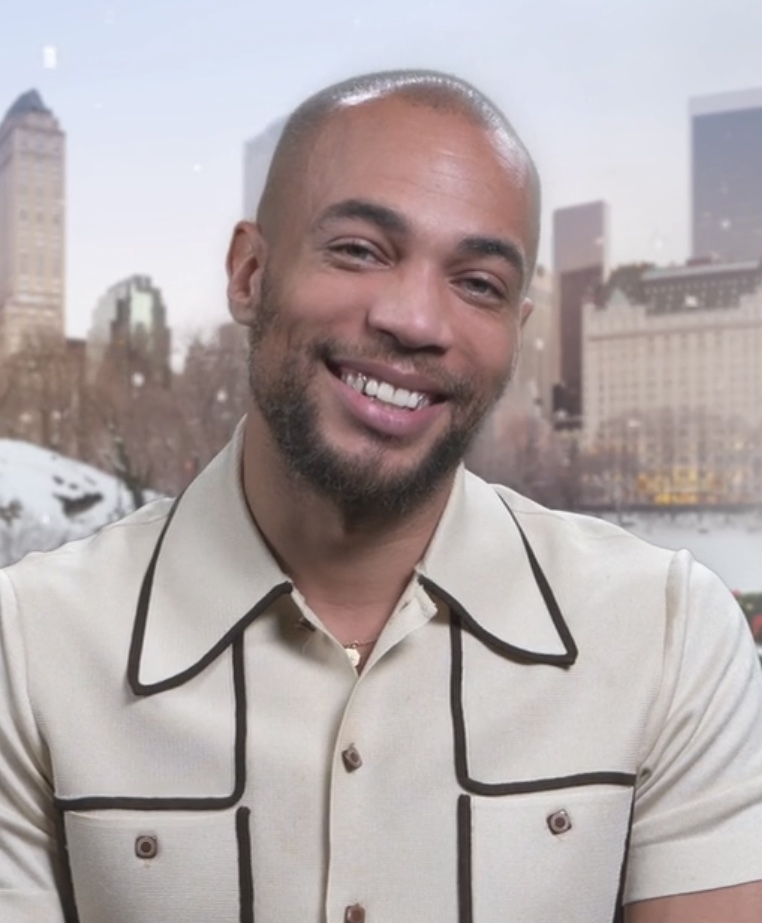
Kendrick Sampson, 2022

Kendrick Smith Sampson (* 8. März 1988 in Houston, Texas) ist ein US-amerikanischer Schauspieler.

## Leben
Sampson wurde als Sohn von Daphne Ann Smith und Hoyle Sampson, Sr. in Houston, Texas, geboren. Dort wuchs er mit seinem älteren Bruder Quinten und seinem Halbbruder Hoyle, Jr. auf. Bereits während seiner High-School-Zeiten hat er auf Theaterbühne und in Schulvorführungen mitgespielt. Für seine Karriere zog er nach Los Angeles, Kalifornien.
Sein Schauspieldebüt gab Sampson 2006 in dem Spielfilm Resurrection: The J.R. Richard Story. Anschließend folgten Gastrollen in Greek (2008), CSI: Den Tätern auf der Spur (2010) und Zeit der Sehnsucht (2011). Für The CW stand er 2013 in insgesamt fünf Folgen als Jesse für Vampire Diaries vor der Kamera. In der 2014 veröffentlichten Miniserie Gracepoint, eine Adaption der britischen Krimiserie Broadchurch, spielte er die Hauptrolle des Dean Iverson. In der 2. Staffel der ABC-Krimiserie How to Get Away with Murder verkörperte Sampson die Nebenrolle des Caleb Hapstall.

## Filmografie (Auswahl)
- 2006: Resurrection: The J.R. Richard Story
- 2008: Greek (Fernsehserie, 2 Episoden)
- 2010: CSI: Den Tätern auf der Spur (CSI: Crime Scene Investigation, Fernsehserie, Episode 10x18)
- 2011: Zeit der Sehnsucht (Days of Our Lives, Soap, 1 Episode)
- 2013: Vampire Diaries (The Vampire Diaries, Fernsehserie, 5 Episoden)
- 2014: Gracepoint (Fernsehserie, 10 Episoden)
- 2015–2016: How to Get Away with Murder (Fernsehserie, 13 Episoden)
- 2016: Supernatural (Fernsehserie, 2 Episoden)
- 2017: The Flash (Fernsehserie, 3 Episoden)
- 2020: Miss Juneteenth
- 2022: Weihnachtsgeschenke von Tiffany (Something from Tiffany’s)